# Verme Cinzento
Verme Cinzento (no original: Grey Worm) é uma personagem fictícia  da série de fantasia épica A Song of Ice and Fire, do escritor norte-americano George R. R. Martin, e da série de televisão Game of Thrones. Personagem dos livros A Storm of Swords (2000) e A Dance with Dragons (2011), ele é o comandante dos Imaculados, o exército de soldados-eunucos ex-escravos comprados e jurados a Daenerys Targaryen, de quem se torna um dos mais leais conselheiros. Na série de televisão produzida pela HBO ele é interpretado pelo ator britânico  Jacob Anderson.

## Biografia

### Série literária
Verme Cinzento foi uma criança levada à escravidão pelos Bons Mestres de Astapor, uma oligarquia de comerciantes de escravos dedicados ao comércio de escravos e ao treinamento de guerreiros-eunucos em obediência absoluta desde a infância. Mais tarde, revela-se que ele é originalmente das Ilhas do Verão e foi levado pelos senhores de escravos em uma invasão quando era um bebê. Ele não tem memória de sua vida antes de ser um escravo. Ele é libertado da escravidão depois que Daenerys Targaryen compra todos os "Imaculados" na cidade e liberta todos os escravos. Uma vez liberto, como todos os seus irmãos de armas, ele escolhe lutar por Daenerys como um homem livre. Como os Imaculados raramente demonstram alguma emoção, ele tem a face sempre séria e é um homem jovem, no fim da casa dos 20 anos. Como todos os demais, a castração de Verme Cinzento quando criança resultou em mudanças nos hormônios do seu corpo, por isso ele é careca com absolutamente nenhum pelo facial.

#### A Storm of Swords
Verme Cinzento é escolhido por seus companheiros Imaculados como o mais indicado entre eles para ser seu comandante. Ele é colocado sob a tutela de Ser Jorah Mormont para aprender como comandar. Quando Daenerys Targaryen abole a tradição dos Imaculados de usarem um nome diferente a cada dia, ele escolhe ter como nome aquele do dia em que foi liberto por ela.   Ele está entre aqueles que planejam o cerco de Meereen. Daario Naharis sugere ironicamente que os Imaculados podem colocar os portões da cidade abaixo à machadadas, já que eles consideram óleo fervente – que pode ser jogado neles pelos defensores em cima dos portões – nada mais que um banho quente. Verme Cinzento responde que isso é falso; apesar dos Imaculados terem uma resistência a dor bem maior que os homens comuns, o óleo quente pode matar ou cegar mas se lhes  derem um aríete eles derrubarão os portões ou morrerão tentando. Daenerys diz a Verme Cinzento que não jogará vidas de Imaculados fora. Depois é apresentado outro plano de invadir a cidade através dos esgotos. Daenerys inclui os Imaculados entre aqueles que ela não acredita serem apropriados para invadir os esgotos. 

#### A Dance with Dragons
Daenerys ordena a Verme Cizento que seus Imaculados passem a andar em duplas depois que Os Filhos da Harpia começaram a matar alguns soldados isoladamente. Quando ela desaparece montada em seu dragão  Drogon,  Hizdahr zo Loraq, um rico nobre de Meereen que se casou com Daenerys, tenta colocar os Imaculados sob seu comando mas Verme Cinzento e seus homens se recusam a cumprir suas ordens. Porém, quando Sor Barristan Selmy, um ex-comandante da guarda de Porto Real que agora é um servo jurado de Daenerys, lhe pede auxílio para conter os motins e saques que acontecem em Meereen, Verme Cinzento concorda em ajudar. Depois ele é tornado membro do Conselho Regente de Meereen.

### Série de televisão

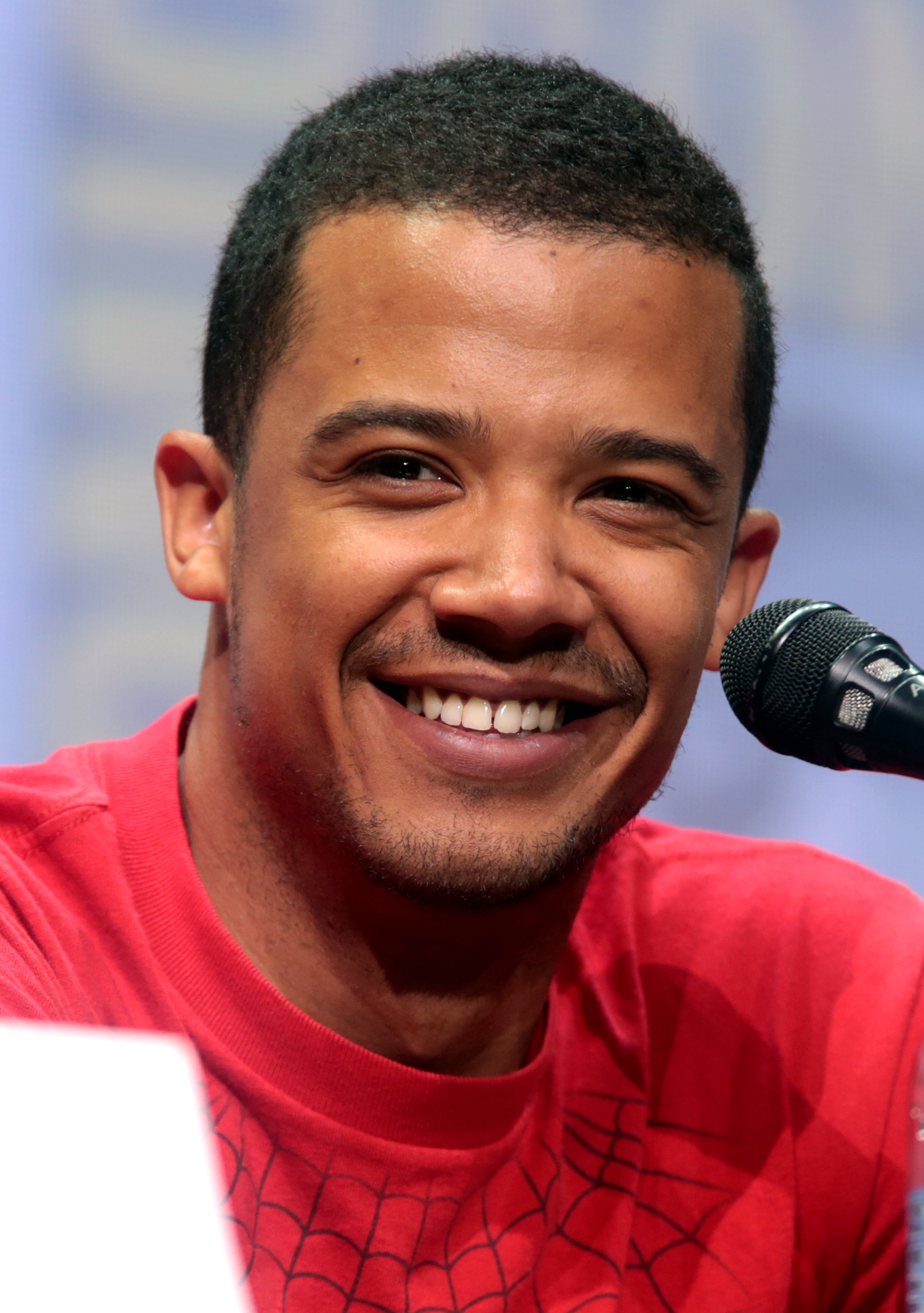
Jacon Anderson interpretou Verme Cinzento por seis temporadas de Game of Thrones.

#### 3ª temporada (2013)
De acordo com as instruções de Daenerys, os Imaculados escolhem seu próprio líder para atuar como seu comandante oficial, relatando diretamente a ela e Verme Cinzento é escolhido pelos companheiros. Ao relatar sua eleição a Daenerys, ela pergunta seu nome e sua prática associada. Ele explica que o nome foi dado pelos Bons Mestres para lembrá-lo de que ele é desagradável; ele também diz que todos eles não podem usar seus nomes originais ou escolher novos que gostem. Verme Cinzento concorda em divulgar aos outros Imaculados a ordem de Daenerys de que eles podem escolher o nome que quiserem, mas ele resolve continuar com o mesmo. Ele considera que seu nome de nascimento foi amaldiçoado quando ele foi levado como escravo em criança, enquanto "Verme Cinzento" é um nome de sorte, porque era com ele que ele estava quando Daenerys "Nascida da Tormenta" o libertou. Depois que Daenerys e seu exército acamparam a uma curta distância de Yunkai, Daenerys envia Verme Cinzento aos os portões de Yunkish para entregar uma mensagem aos Mestres Sábios: ela os receberá em seu acampamento para aceitar sua rendição.
Verme Cinzento está presente quando Daenerys hospeda os capitães dos Segundos Filhos, Mero e Prendahl na Ghezn, e o tenente Daario Naharis. Verme Cinzento fica altamente ofendido pelo comportamento insultante de Mero em direção a Daenerys e Missandei e se oferece - em valiriano - para remover a língua de Mero como punição, tirando a adaga de bronze em seu cinto mas Daenerys graciosamente o fez descer a mão.
Ele também está presente quando Jorah Mormont e Daario planejam a infiltração de Yunkai. Verme Cinzento permanece em silêncio durante a maior parte da reunião até que Daenerys pede sua opinião sobre o plano de Daario. Verme Cinzento não está acostumado a ter suas próprias opiniões, mas Daenerys gentilmente o encoraja dizendo que ele é um líder agora e ele responde que confia nele. Daenerys envia os três para se esgueirarem para a cidade. Verme Cinzento prova-se um artista com sua lança, facilmente superando dezenas de guardas de Yunkai. Ele retorna à sua rainha maltratado, mas ileso ao final da batalha.

#### 4ª temporada (2014)
Verme Cinzento e Daario se entretêm num jogo de equilibrar espadas para decidir qual dos dois andará ao lado de Daenerys durante a marcha dos exércitos. Acabam punidos por ela e obrigados a cuidar do gado. Daario também ironiza Verme ao notar seus olhares para Missandei, a ex-escrava como ele que agora é a intérprete e dama de companhia da rainha. À entrada de Meereen, Verme Cinzento pede que lhe seja permitido matar o campeão da cidade por Daenerys. Ela declina pois não está disposta a arriscar o comandante oficial de seu exército. Missandei lhe ensina a  língua comum. À medida que as lições progridem, os dois discutem suas perdas ( Naath e as Ilhas de Verão, respectivamente) e a vontade dele de matar os Mestres da Baía dos Escravos. Daenerys os interrompe para despachar Verme Cinzento em uma missão sigilosa: ele deve se esgueirar para dentro de Meereen e armar os escravos da cidade. Ele e um grupo de Imaculados entram na cidade pelos esgotos e convencem os escravos a se sublevar contra os Mestres, garantindo que a cidade seja tomada de dentro.
Ao nadar, Verme Cinzento percebe que Missandei se banha nua com outras mulheres no córrego e a olha atentamente. Ela percebe isso e ergue-se lentamente para deixá-lo vê-la antes de finalmente se cobrir. Mais tarde, ele pede desculpas se a incomodou e Missandei lhe diz que não o fez. É evidente que algum desejo sexual ainda pode existir nele, mesmo depois de sua castração, e Missandei não é contrária a este interesse, especulando com Daenerys "quanto" os antigos donos dos Imaculados teriam tirado dele. Verme Cinzento está presente mais tarde quando Jorah Mormont é banido do serviço de Daenerys.

#### 5ª temporada (2015)
Verme Cinzento e Daario rastreiam e prendem um dos membros dos Filhos da Harpia envolvido no assassinato de um dos Imaculados, Rato Branco. Daario lhe diz que seus Segundos Filhos podem passar muito mais desapercebidos na cidade procurando os assassinos desta irmandade fanática que os soldados Imaculados. Depois, ele está presente para assistir à execução pública de Mossador por matar o assassino antes de um julgamento justo. Verme Cinzento está patrulhando as ruas de Meereen com outros Imaculados quando descobrem que os Filhos da Harpia assassinaram vários indivíduos em plena luz do dia. A mesma prostituta que atraiu Rato Branco para a morte o leva e a seus Imaculados para uma armadilha, onde eles são cercados em uma passagem estreita. Em enorme desvantagem de número, quase todos os Imaculados são mortos, restando apenas Verme Cinzento muito ferido. Apesar de suas feridas, mata muitos de seus atacantes e quando fanáticos restantes se aproximam para matá-lo, Ser Barristan Selmy aparece e luta valentemente matando quase todos os atacantes, mas sofre várias feridas mortais. Antes que o último Filho da Harpia restante possa cortar a garganta de Barristan, Verme Cinzento consegue matá-lo e cai desmaiado ao lado do cavaleiro morto.
Sendo cuidado de suas feridas por Missandei sobre uma cama, Verme confessa que teve medo de morrer apenas por não poder mais vê-la e ela o beija. Como desaparecimento de Daenerys e seu dragão, uma reunião é feita e Verme Cinzento mesmo ainda ferido participa dela. Fica decidido que Daario Naharis e Jorah Mormont, que voltou à cidade trazendo Tyrion Lannister, fugido de Porto Real depois de matar o pai, irão procurar a rainha enquanto Verme Cinzento ficará em Meereen com Missandei para liderar os Imaculados e manter a ordem ao lado de Tyrion.

#### 6ª temporada (2016)
Enquanto esperam numa sala por notícias sobre Daenerys, Verme Cinzento e Missandei acompanham Tyrion tentar entretê-los com um de seus jogos de bebidas no qual não acham nenhuma graça, até que Varys traz a notícia, colhida entre sua rede de espiões, de que os mestres de Astapor, de Yunkai e da cidade livre de Volantis ajudaram os Filhos da Harpia. Verme Cinzento quer atacá-las mas Tyrion o convence de um encontro e uma negociação seriam mais apropriados. Eles recebem os mestres para uma reunião que acaba com os os escravagistas irritados pela proposta-ultimato de que estes só possam manter a escravidão por mais sete anos mas mesmo assim assinam um tratado de paz. Dias depois, um bombardeio assola Meereen, e uma frota dos escravagistas bombardeia a cidade, rompendo o tratado acordado. Daenerys volta com seu dragão e todos se dirigem para a Grande Pirâmide para um encontro de negociação com os atacantes. Eles exigem que Daenerys e Tyrion saiam da cidade mas deixem Missandei, Verme Cinzento e os Imaculados para serem vendidos novamente como escravos. Daenerys se recusa e faz seus dragões queimarem toda a frota invasora. Os três Mestres são presos e Tyrion lhes dá um ultimato: um dos três deve ser morto, Belicho, Razdal ou Yezzan, por quebrarem o pacto de honra. Belicho e Razdal tentam salvar suas próprias peles, oferecendo  Yezzan, dizendo que ele é um plebeu e não fala por eles. Verme Cinzento, em vez disso, corta as gargantas de Belicho e Razdal. Tyrion poupa a vida de Yezzan para que ele possa voltar às cidades dos escravos com a mensagem de não mais desafiarem Daenerys Targaryen. Algum tempo depois, quando a enorme Armada de Daenerys começa a viagem para  Westeros, Verme Cinzento é visto comandando um navio de Imaculados e Dothrakis, pronto para retomar os Sete Reinos para sua rainha.

#### 7ª temporada (2017)
Depois da chegada da frota em Pedra do Dragão, Verme Cinzento está presente no conselho de Daenerys com seus aliados mais importantes quando Tyrion Lannister anuncia que os Imaculados irão atacar o Rochedo Casterly para conquistá-lo, sendo o primeiro movimento de Daenerys na próxima guerra. Mais tarde, Missandei vem ao seu quarto para despedir-se, o que indica que ele irá liderar o ataque. Lá eles se envolvem em uma conversa em que ele diz que é o mais bravo dos Imaculados mas que ainda tem uma fraqueza - ela. Ele menciona como todos os Imaculados enfrentaram suas fraquezas (por exemplo, aqueles que temiam o afogamento foram jogados no mar). Então Missandei remove suas roupas. Quando ela começa a remover as deles, ele hesita antes de deixá-la ver suas feridas de castração; depois disso eles começam a fazer amor.
Verme Cinzento entra com os Imaculados no Rochedo Casterly usando uma passagem secreta construída por Tyrion para entrar no castelo aparentemente inexpugnável. Percebendo muito tarde que tomar o Rochedo foi muito fácil, ele fica chocado quando descobre a armadilha, ao ver a frota de Euron Greyjoy destruir os seus navios abandonados, deixando-os sem chance de escapar pelo mar. Ele então conduz os Imaculados por terra, se reagrupando com os Dothrakis.  Depois Verme Cinzento está à frente do exército Imaculado de Daenerys enquanto eles e a cavalaria Dothraki formam em legiões em frente aos muros de Porto Real, para garantir uma discussão pacífica entre Daenerys e Cersei Lannister e intimidar a guarnição que defende a capital. Depois, ele acompanha Daenerys e o resto do grupo de volta para Pedra do Dragão.

#### 8ª temporada (2019)
Verme Cinzento está em Winterfell com Daenerys e seus Imaculados, para a batalha contra os Caminhantes Brancos. Ele e Missandei continuam sua relação amorosa e ele lhe pergunta se é ali que ela quer envelhecer. Ela diz que gostaria de voltar um dia às praias de sua terra natal,  Naath. Ele diz que quando a guerra acabar e depois que lutar e vencer por sua rainha, ele a levará embora para Naathi e os dois se beijam antes da batalha. Ele participa da batalha comandando seus Imaculados e vê desesperado quase todos eles serem massacrados pela multidão de mortos-vivos contra os quais nada parece detê-los. Lutando bravamente até o final dentro das quase ruínas de Winterfell, ele consegue sobreviver após a morte do Rei da Noite por Arya Stark, o que faz com que a legião de mortos-vivos e Caminhantes Brancos, que está próxima de exterminar a todos, seja transformada em pó.  Após deixarem Winterfell, ele segue para o sul num dos navios da frota Targaryen e no convés viaja de mãos dadas com Missandei, assumindo seu relacionamento na frente de todos. A frota porém é atacada em uma emboscada pelos navios de Euron Greyjoy e Missandei é capturada. Ele integra a delegação que vai a Porto Real exigir a rendição de Cersei e a devolução de Missandei para evitar derramamento de sangue, mas vê, horrorizado e enfurecido, Missandei ser decapitada no alto das muralhas por Sor Gregor Clegane, o "Montanha", por ordem de Cersei. 
Quando Daenerys condena Varys à morte por traição, ele e seus guardas buscam o Ministro dos Sussurros em seus aposentos e o levam até a apraia onde é queimado vivo por Drogon, por ordem de Daenerys. Durante a invasão de Porto Real, seu ódio pela morte de Missandei vem novamente à tona quando, mesmo depois dos homens da Companhia Dourada e da guarnição da cidade terem se rendidos, ele os ataca e mata muitos com seus Imaculados, ao mesmo tempo em que sua rainha, dos céus, queima toda a cidade já rendida às suas forças. Ainda consumido pelo ódio, Verme Cinzento tem prazer em matar os prisioneiros do exército Lannister pelas ruas de Porto Real, no que é confrontado por Jon Snow, mas Davos Seaworth intervém e aconselha Jon a falar com Daenerys e Verme continua sua matança. Ele conduz Tyrion à prisão depois que ele é acusado de traição pela rainha e prende Jon depois que ele mata Daenerys. Durante a reunião do conselho de nobres que pretende escolher um novo rei, ele se coloca contra a libertação de Tyrion e Jon, por seus crimes contra sua rainha. O novo rei escolhido, Bran Stark, intervém e diz que Tyrion pagará em liberdade para sempre lembrar de seus erros. Para evitar um nova guerra com os Imaculados e os Dothraki, os fiéis soldados de Daenerys agora morta, Jon é enviado para o desterro perpétuo na Muralha. Verme Cinzento e seus homens então embarcam em navios e rumam para a ilha de Naath, a terra natal de sua amada Missandei.